# Tangxi, Fengshun
Tangxi (kinesiska: 汤西) är en köping i sydöstra Kina. Den ligger i Fengshun härad i staden Meizhou i provinsen Guangdong, omkring 300 kilometer öster om provinshuvudstaden Guangzhou. Antalet invånare är 35 170. Befolkningen består av 17 676 kvinnor och 17 494 män. Barn under 15 år utgör 22,0 %, vuxna 15-64 år 66 %, och äldre över 65 år 11,0 %.